# Bodnár István (rendező)
Bodnár István, névvariáns: Ifj. Bodnár István (Budapest, 1950. február 9. – Budapest, 2008. május 18.) magyar televíziós rendező.

## Életpályája
A középiskola elvégzése után 1968-ban lett a Magyar Televízió állandó külsős munkatársa. 

„Apám, ugyancsak Bodnár István néven, rádiórendező. Gimnazista koromban szerzett be engem a tévéhez, én voltam az öcsi, aki leszaladt a büfébe kávéért, meg aki számolta a táncdalfesztivál szavazatait. 18 évesen, érettségi után felvettek, és én is végigjártam szépen a szamárlétrát.…Másodaszszisztens lettem, majd rekordidő alatt, másfél év múlva első asszisztens. 1974-ben a Cigányzene című sorozat rendezőjét az 5. rész leforgatása után behívták katonának. Mivel mindenki egyeztetve volt, mind a 12 részhez, a 6. és a 7. részt én rendeztem. Ez a két első rendezésem is beugrás volt. Ekkorra már tudatosult bennem, hogy én már csak ezt akarom csinálni. És akkor, egy hónapra bekéredzkedtem a Tv-Híradóhoz esténként, a stúdióba. És figyeltem. Hogy hogyan csinálják, hogyan kommunikálnak egymással, hogyan irányít a rendező, mit csinál a műszak, hogyan működik ez a bonyolult szervezet.…1976-ban felvettek a főiskolára, Horváth Ádám osztályába.”

Szerencsés időszakban kezdte televíziós rendezői pályafutását, mert sok új és ki nem próbált műfajban szerezhetett szakmai hírnevet. Ilyen volt például a Magyar Televízió I. Nemzetközi Karmesterversenyének közvetítése, vagy az olyan klipszerű könnyűzenei felvételekkel készült műsorok rendezése, mint az Egymillió fontos hangjegy vagy a Pulzus című könnyűzenei műsor, de például a modern képzőművészetek bemutatása is a Cimbora című gyermekműsorban. Az MTV rendezőjeként részese volt számos élő közvetítésnek a Zeneakadémiáról, és olyan emlékezetes eseménynek is, mint például a Szent Korona visszaadása 1978-ban. Magazin műsorok, talk show-k és vetélkedők rendezése is fűződik a nevéhez. Többek között az Egri János vezette Elmebajnokság és a Kérdezz! Felelek  című vetélkedő sorozatok, vagy például a Senki többet! Harmadszor! című műsor. Állandó rendezője volt 1981 és 1996 között Juhász Előd Zenebutik című műsorának és 12 alkalommal a Kepes András vezette Desszert című műsorának is. Az első Friderikusz show-t is ő rendezte. Készített portréfilmet José Carrerassal, Plácido Domingoval, Diana Rossal, Rost Andreával. 1994-ben 
Hol volt, hol nem volt… Óperencián innen… címmel ő rendezte az első magyar hadtörténeti sorozatot. 
1997-től szabadúszó lett, a kereskedelmi televíziózás megindulásakor kilépett a Magyar Televízióból és szerepet vállalt mindkét nagy kereskedelmi televízió megszervezésében és új típusú műsorainak rendezésében. 1998-tól több mint egy évig volt a TV2 Jó reggelt Magyarország című hírmagazinjának főrendezője. Az RTL Klub csatornának is a megalakulása óta meghatározó tagja volt. Itt olyan műsorok kötődnek a nevéhez, mint a Százból egy, a Zenész, vagy Az Ország Tesztje. Sok éven át állandó rendezője volt a Heti Hetes című politikai talk-show-nak, de rendezte a Barátok közt című sorozatot is. Az 1999 őszén meghirdetett ORTT pályázat egyik nyerteseként, a Kamera Hungária 2000 fesztiválon a díszbemutatón került a közönség elé Szekszárdi mise című tévéjátéka, amelynek forgatókönyvét is ő írta.
Színészként, kisebb szerepekben is feltűnt, a Gát György rendezte Linda című sorozat néhány epizódjában.
1985-ben nyilatkozta: 

„Véleményem van, sőt! Rá kellett jönnöm, hogy már vesszőparipáim is vannak, amelyekről sokat beszélek… 1. Az igazi televízió az élő adás. 2. Csak az televíziózzon, aki tudja. 3. A televízió nem műfaj. Ezek a leggyakrabban meglovagolt vesszőparipáim.”

Felesége Thész Gabriella (karnagy) volt.

## Publikációiból
- Rádió- és Televízióújság
- Jel-kép folyóirat (1980) Az élő adás az igazi! (Bodnár István)
- Magyar Rendezők könyve (Magyar Filmintézet) (1999)
- Média Technika (2001) Bodnár István portré (készítette: Nagy Lajos)

## Díjai, elismerései
- Televíziós nívódíjak
- Veszprémi Tévéfesztivál Fődíja a Mozart életéről szóló ismeretterjesztő sorozatáért, ugyanezért olaszországi különdíj
- Magyar Reklámfilm Szövetség fesztiváldíjai: „Centrum áruházak”, „Klumpa”
- Magyar Honvédelemért emlékérem (1993)

## Televíziós munkáiból
- Elmebajnokság
- Kérdezz! Felelek
- Pulzus
- Egymillió fontos hangjegy
- Új egymillió fontos hangjegy
- Mitiők
- Cimbora
- Parabola
- Senki többet! Harmadszor!
- Ön: jelölt!
- Rátonyi-Show
- Géraldy-est
- Az Óperencián innen
- 100 éves a Cirkusz
- Heti Hetes (2000–2007)
- Szekszárdi mise (2001)
- Barátok közt (1998–1999)
- Friderikusz show (1992)

## Filmes szerepei
- Linda (sorozat)

– A szatír című rész... Dénes István autószerelő
– Software című rész... kutyával szaladó férfi
– Pop pokol című rész... A Gothic együttes koncertjét televízión közvetítő adás rendezője
– A hazajáró lélek című rész... Jenő, az osztrák csoport idegenvezetője
- Almási, avagy a másik gyilkos (1987)
- Gyilkosság két tételben (1988)